# I giusti nel tempo del male
I giusti nel tempo del male (Good People in an Evil Time) è una raccolta di testimonianze del 1999 scritta da Svetlana Broz.

## Storia editoriale

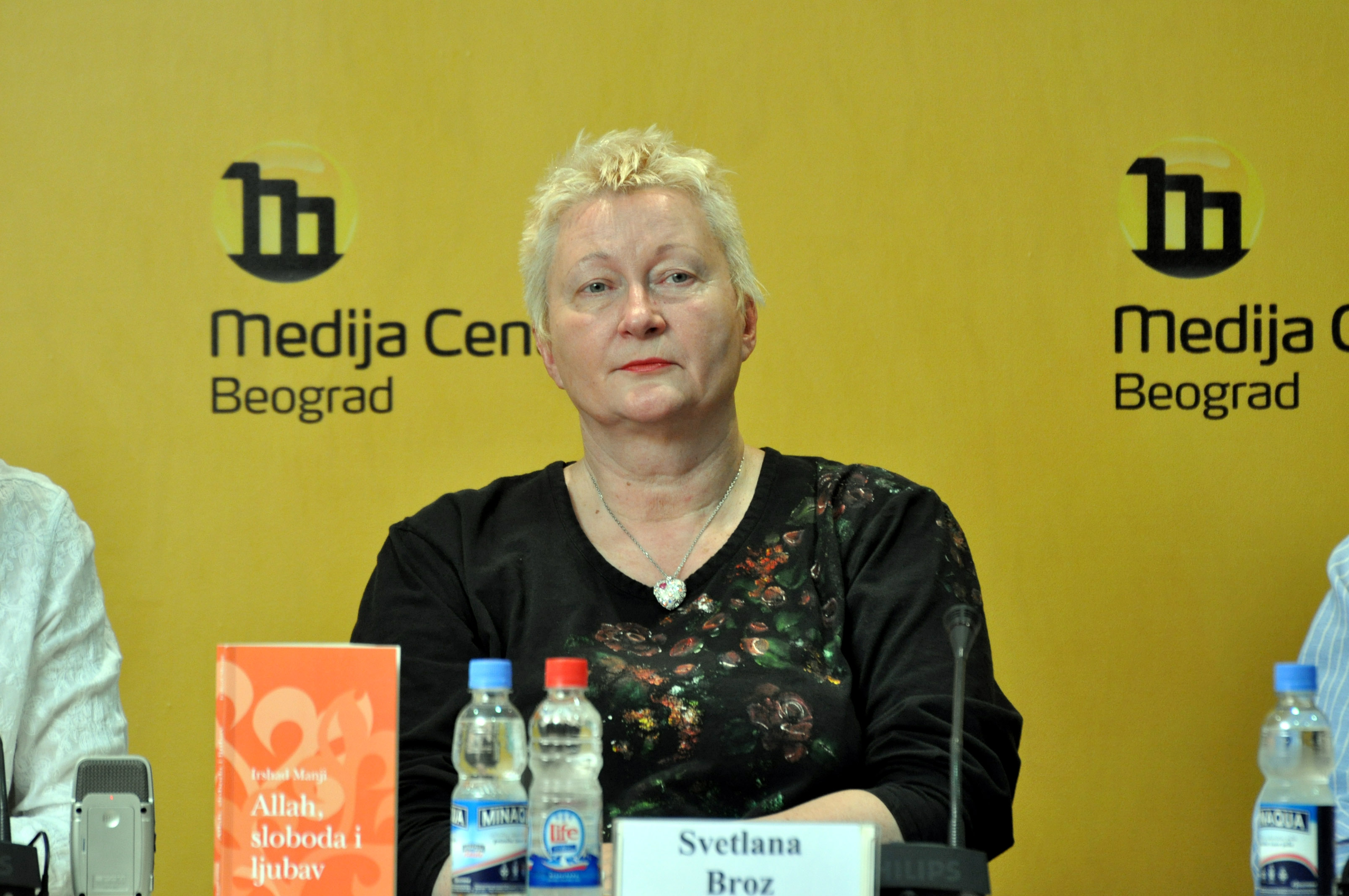
Svetlana Broz

Il libro uscì nel 2008 ma la sua storia fu lunga e tortuosa. Molti criticarono il libro dicendo che questo fosse troppo generale. Alcuni minacciarono la scrittrice. Arrivarono persino a rubarle le bozze in cui si era appuntata le testimonianze, costringendola così a ricominciare il lavoro. Lei però finì comunque il suo libro infondendo un messaggio di determinazione, speranza e memoria.

## Trama
Svetlana Broz nasce a Belgrado (finito l’intervento della NATO, nel 1999 si trasferisce a Sarajevo, città che la scrittrice definisce: "Con una forte anima", in quanto è riuscita a resistere a tre anni e mezzo di guerra). Suo padre, Žarko Broz era il figlio maggiore di Josip Broz, anche chiamato Tito. Svetlana Broz fu una cardiologa che svolse attività di volontariato durante il conflitto in Bosnia, dove poi di trasferì definitivamente. Decise successivamente di raccogliere la storia degli anni della guerra in un libro. Il suo scritto non racconta le storie brutali e violente, ma le vicende dei “giusti” che consideravano i vicini, gli uomini e le donne dei loro pari. Coloro che ripudiarono la logica etnicista. Un esempio di questo è la frase che disse un croato a un militare dell'ONU che lo vede salutare un soldato serbo (un suo vecchio amico): "Non stai capendo niente, ah? Questi sono i Balcani!".

### Personaggi
Essendo il libro una raccolta di testimonianze di guerra sui giusti nel tempo del male, i personaggi sono dei civili che raccontano le azioni che hanno compiuto i giusti (rischiando di morire) in tempo di guerra. Il fine del libro non è quello di negare il male, il quale infatti appare nelle pagine in tutta la sua tragicità, ma salvaguardare quegli atti di generosità esistiti e raramente ricordati. L'autrice si chiede infatti nell’introduzione: "Le persone che si sono distinte per il loro coraggio, per la loro bontà, riceveranno mai un riconoscimento?".

### Chi sono i giusti?
Hannah Arendt afferma che si ha sempre la possibilità di scegliere. I giusti sono coloro che hanno scelto di opporsi a una guerra secondo loro ingiustificata, coloro che hanno deciso di non uccidere il proprio vicino ma di aiutarlo, rischiando a volte anche la vita. Gli intervistati, nelle testimonianze descrivono atti di coraggio estremo, un esempio lo troviamo nella testimonianza di Hamid Dedović, dell'Ottobre 1998, nella quale il protagonista stava per essere portato nel luogo in cui veniva uccisi i musulmani bosniaci. Un amico del protagonista, "Bora", si pose davanti al protagonista dicendo "Prendetemi al posto suo. Impiccate me ma lui lasciatelo andare" - e atti invece di importanza minore.

### Testimonianze
Svetlana Broz iniziò a raccogliere le informazioni nel 1993 in Bosnia Erzegovina, quando la guerra era nel pieno della sua violenza e ancora non si sapeva quanto tempo sarebbe durata. La scrittrice decise di raccogliere delle testimonianze (un centinaio) direttamente dai civili, ovvero coloro che sono sempre le vittime più colpite durante una guerra, siccome si trovano in un territorio perennemente minacciato dall'avvento di una battaglia. Decise di non inserire nel suo libro delle testimonianze fatte da bambini anche se loro vengono nominati molte volte all'interno di questa raccolta.

## Opere derivate
Attorno alla raccolta di testimonianze di Svetlana Broz sono state costruite anche delle rappresentazioni teatrali. Il messaggio di speranza che l’autrice cerca di trasmettere ai lettori, è stato rappresentato anche nell’opera teatrale che vede come regista Diego Ciarloni, intitolato “I giusti nel tempo del male - Storie di coraggio, eroismo e umanità”.
La più nota opera teatrale (e film - documentario) messa in scena relativamente a questo libro è quella di Marco Cortesi, intitolata: "La scelta".

### Edizioni
- Svetlana Broz, I giusti nel tempo del male, Erickson, 2008  [1999],  p. 478, ISBN 9788861372726.